# ریکاردو ویلار
ریکاردو ویلار (به پرتغالی: Ricardo Villar) هافبک اهل برزیل است که در شهر سائوپائولو و در تاریخ ۱۱ اوت ۱۹۷۹ به دنیا آمده‌است.
ریکاردو ویلار در تیم‌های فوتبال Hampton Roads Mariners سابقهٔ حضور دارد.